# Thomas N'Kono
Thomas N'Kono (Dizangué, 20 juli 1956) is een voormalig voetballer uit Kameroen, die speelde als doelman. Hij kwam onder meer uit voor Canon Yaoundé, Espanyol en Sabadell.
N'Kono begon zijn loopbaan bij Canon Yaoundé, waarmee hij vijfmaal de Première Division won en tweemaal de African Cup of Champions Clubs won in 1978 en 1980. 
N'Kono beëindigde zijn loopbaan in 1997 bij de Boliviaanse club Club Bolivar. Met die club won hij driemaal (1994, 1996 en 1997) de nationale titel. N'Kono was aanvoerder van de nationale selectie van Kameroen, die in 1982 deelnam aan de WK-eindronde in Spanje. Hij werd uitgeroepen tot Afrikaans voetballer van het jaar in 1979, 1982 en won met zijn vaderland de Africa Cup of Nations in 1984. Met Espanyol verloor de doelman in 1988 de finale van de strijd om de UEFA Cup. Over twee wedstrijden toonde Bayer Leverkusen zich de sterkste na strafschoppen.

## Erelijst
Canon Yaoundé
- Première Division: 1974, 1977, 1979, 1980, 1982
- African Cup of Champions Clubs: 1978, 1980

 Bolívar
- Liga de Fútbol Profesional Boliviano: 1996, 1997

  Kameroen
- Africa Cup of Nations: 1984

### Individueel
- Afrikaans voetballer van het jaar: 1979, 1982
- International Federation of Football History & Statistics All-time Africa Men's Dream Team: 2021